# Поцнойзидль
Поцнойзидль (нем. Potzneusiedl) — община (нем. Gemeinde) в Австрии, в федеральной земле Бургенланд.
Входит в состав округа Нойзидль-ам-Зе. Население составляет 478 человек (на 31 декабря 2005 года). Занимает площадь 12,1 км². Официальный код — 10726.

## Политическая ситуация
Выборы — 2002
Бургомистр общины — Франц Кайзер (СДПА) по результатам выборов 2002 года.
Совет представителей общины (нем. Gemeinderat) состоит из 13 мест.
Распределение мест:
- СДПА занимает 8 мест;
- АНП занимает 5 мест.

Выборы — 2007
Бургомистр общины — Франц Кайзер (СДПА) по результатам выборов 2007 года.
Совет представителей общины состоит из 13 мест.
Распределение мест:
- СДПА занимает 8 мест;
- АНП занимает 4 места;
- АПС занимает 1 место.

Выборы — 2012
Бургомистр общины — Франц Вердениг (АНП) по результатам выборов 2012 года.
Совет представителей общины состоит из 13 мест.
Распределение мест:
- АНП занимает 8 мест;
- СДПА занимает 5 мест.

## Конфессиональные сообщества

### Протестантская община
В Поцнойзидле нет протестантской церкви, так как резиденция толерантного церковного прихода Евангелической церкви Аугсбургского исповедания Австрии для местных прихожан располагается в Цурндорфе.
По официальным данным Евангелической церкви Австрии на 31 декабря 2015 года во всём приходе проживало 1044 прихожанина, в том числе 1041 Аугсбургского исповедания и три — Гельветского исповедания.
Прихожане Аугсбургского исповедания относятся к толерантному церковному приходу Цурндорф Евангелического суперинтендентства Бургенланда, который включает в себя близлежащие кадастровые общины и деревни Гаттендорф, Нойдорф-бай-Парндорф (Нойдорф), Парндорф, Поцнойзидль и Цурндорф. В апреле 2011 года в приходе проживало 1045 евангельских христиан, по большей части в Цурндорфе.
Церковный приход для всех прихожан Гельветского исповедания Поцнойзидля и Бургенланда располагается в реформатской общине Оберварта.

## Культовые здания и сооружения

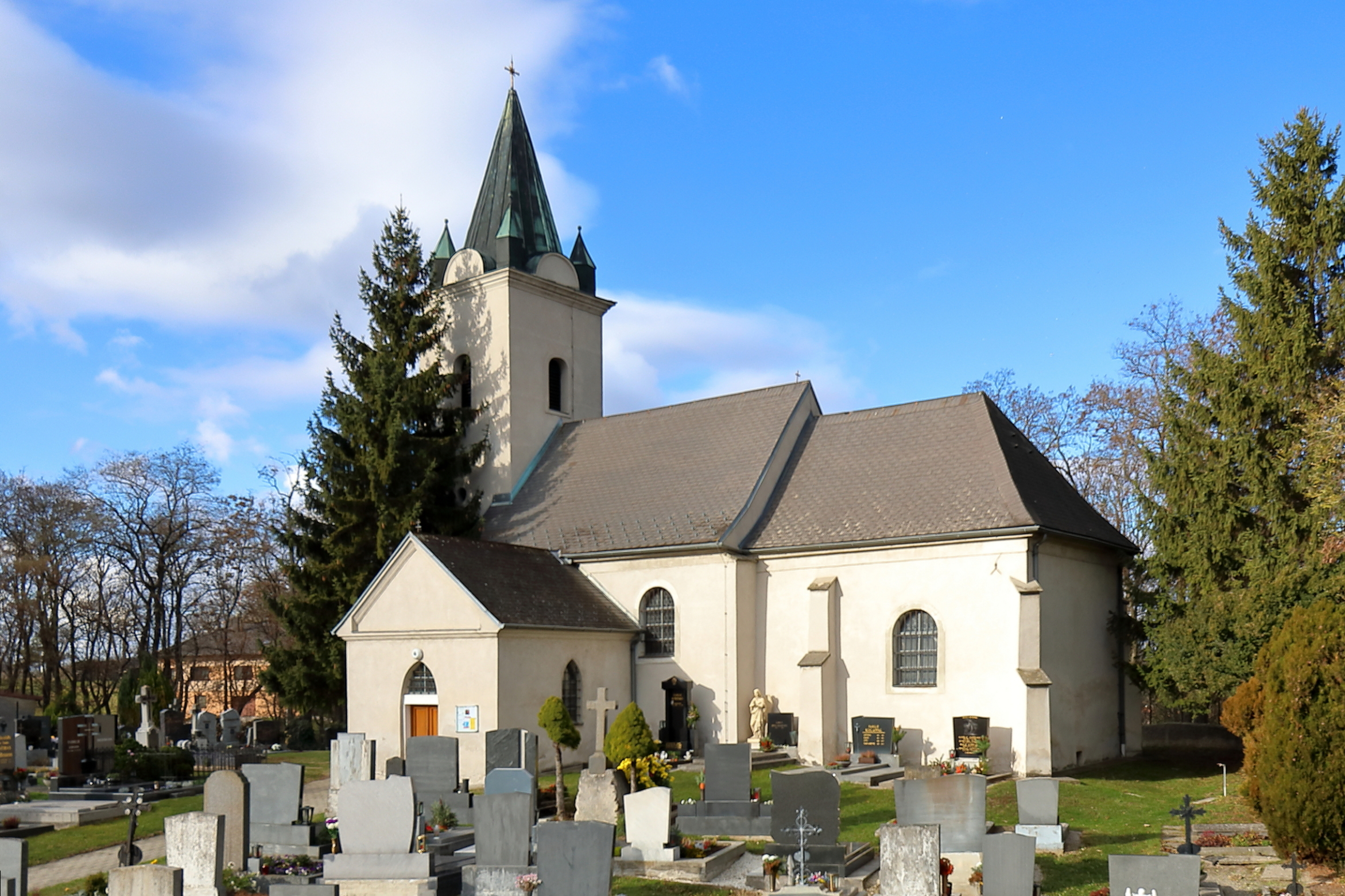
Приходская церковь Поцнойзидль

## Лицензия
- Лицензия: Namensnennung 3.0 Österreich (CC BY 3.0 AT) (нем.)